# Góropatwa czerwona
Góropatwa czerwona, kuropatwa czerwona (Alectoris rufa) – gatunek ptaka z rodziny kurowatych (Phasianidae) występujący w zachodniej Europie.

## Systematyka
Zwykle wyróżnia się trzy podgatunki A. rufa:
- A. r. rufa – Wielka Brytania, Francja, północne Włochy, Korsyka.
- A. r. hispanica – północny i zachodni Półwysep Iberyjski.
- A. r. intercedens – wschodni i południowy Półwysep Iberyjski.

## Charakterystyka
Brązowy grzbiet, biała pręga nad oczami i gardziel, niebieskoszara pierś, pręgowane boki, żółtawy brzuch. Brak dymorfizmu płciowego.
Czarne plamy w upierzeniu na wysokości gardła, co odróżnia ją od innych gatunków. Zarówno nogi, jak i dziób czerwone. Są zdolne do lotu, natomiast latają rzadko. Charakteryzują się szybkimi uderzeniami skrzydeł, które furkoczą w locie. Lepiej niż z lataniem radzą sobie z bieganiem.
Średnie wymiary
- Długość ciała: około 32 cm.
- Rozpiętość skrzydeł: około 62 cm.
- Masa ciała: około 0,5 kg.

## Tryb życia
Tereny trawiaste z niskimi i rzadkimi zaroślami.
Tryb życia
Żyje w stadach zwykle po 10–40 osobników, okresowo nawet do 100 osobników. Dobrze lata, ale przed drapieżnikami woli uciekać po ziemi. Najbardziej aktywna wczesnym ranem.
Pożywienie
Kuropatwa czerwona żywi się głównie roślinami – ziarnami, nasionami, liśćmi i korzeniami. Młode karmią owadami – mrówkami, konikami polnymi i szarańczą.
Rozmnażanie

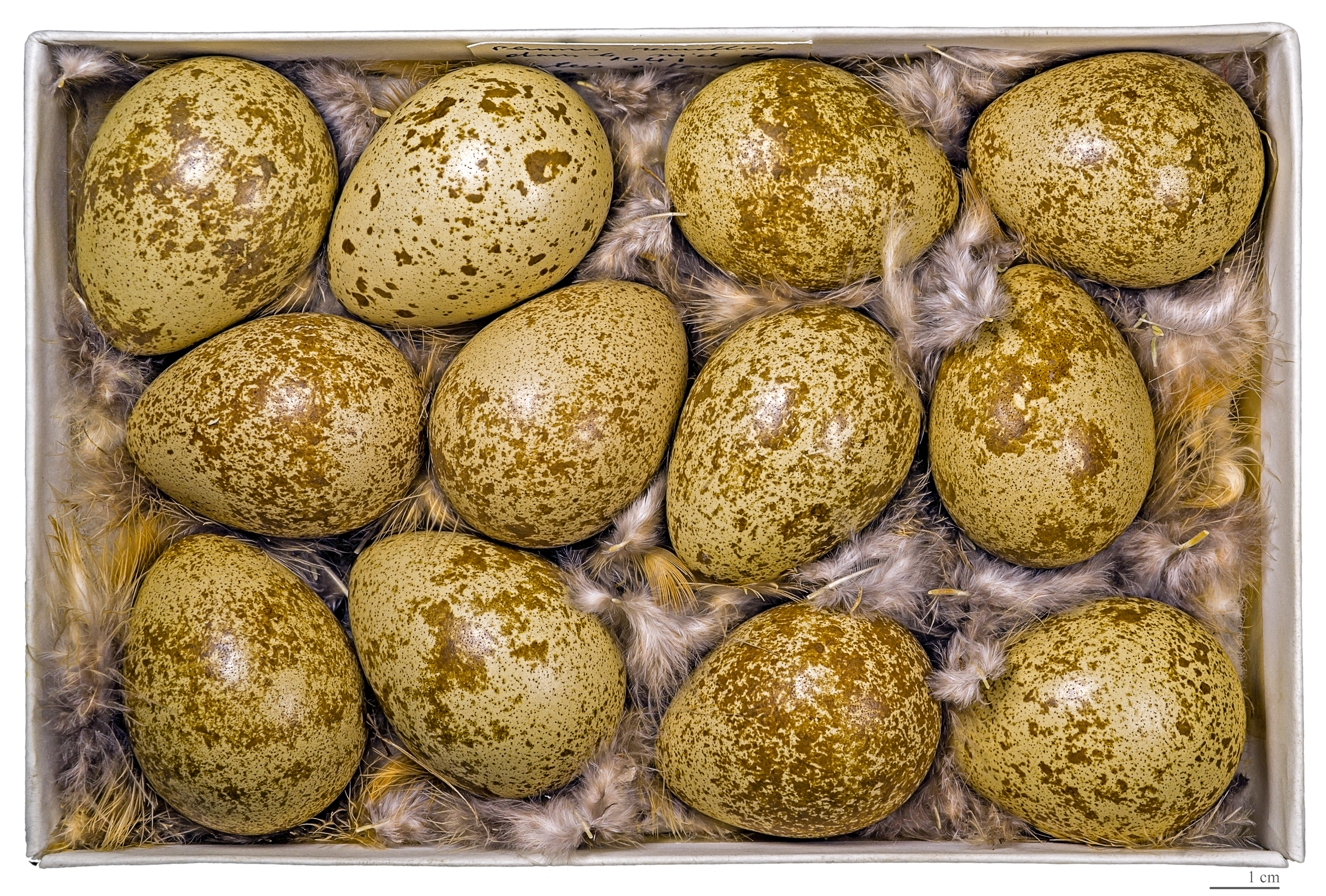
Jaja podgatunku A. rufa rufa

Sezon lęgowy tych ptaków zaczyna się w kwietniu. Pary pozostają sobie wierne nieraz przez wiele lat, choć jeden samiec może mieć dwie partnerki. Gniazdują na ziemi, samica składa w jednym lęgu 8–13 jaj. Czasem jedna para ma dwa gniazda – jednym opiekuje się samiec, drugim samica. W przypadku jednego gniazda rodzice dzielą się obowiązkami.
Pisklęta wykluwają się po 23–24 dniach i od razu opuszczają gniazdo, by pod opieką rodziców szukać pokarmu. Latać uczą się w wieku 10 dni. Po 2 miesiącach są już wielkości dorosłego ptaka, ale pozostają z rodzicami przez całą zimę. Dojrzałość płciową osiągają po pierwszym roku życia. Kuropatwa czerwona może żyć do 6 lat.

## Status
Międzynarodowa Unia Ochrony Przyrody (IUCN) uznaje góropatwę czerwoną za gatunek bliski zagrożenia (NT – Near threatened) nieprzerwanie od 2020 roku. Wcześniej (od 1988 roku) była gatunkiem najmniejszej troski (LC – least concern). Liczebność populacji według szacunków z 2015 roku wynosi 5 060 000 – 7 080 000 par lęgowych. Trend liczebności populacji jest spadkowy.